# La Voisin
Pour les articles homonymes, voir Deshayes.
 (avril 2016).
Catherine Deshayes, dite « la Voisin », « Madame la Voisin », née vers 1640 à Paris et morte sur le bûcher le 22 février 1680 à Paris, est une sage-femme, empoisonneuse et prétendue sorcière française, mêlée à l'affaire des poisons.

## Biographie
Née d'un milieu très modeste, la Voisin est mariée très jeune à un bijoutier de Paris, le sieur Antoine Montvoisin, à qui elle donna une fille, Marie-Marguerite, et dont elle fut vite veuve.
Entre-temps, elle amasse une fortune considérable avec ses activités de chiromancienne et de vente de poisons. Très connue de ses contemporains (principalement des femmes) pour pratiquer les avortements, elle ne laisse de traces de son travail que grâce au procès de l'« affaire des poisons » ; elle est aussi soupçonnée d'être à la tête d'un réseau d'environ cent empoisonneurs qui sévirent pour le compte de la haute société à la fin du XVIIe siècle, ce qui la fit mêler à l'« affaire des poisons »

### Messes noires
La véracité historique des messes noires impliquant Mme de Montespan, décrites ci-dessous, est fortement sujette à caution, les documents issus des procès menés dans le cadre de l'affaire des poisons ayant été volontairement détruits par décision du roi.
La Voisin se serait livrée à la pratique de messes noires. Selon elle, la célèbre Mme de Montespan lui demanda d'en organiser une pour qu'elle puisse revenir dans les faveurs du roi en éliminant sa rivale, Mlle de Fontanges, La Voisin accepta et fit appel à l'abbé Étienne Guibourg pour l'aider.
Pour plus de résultats, la messe devait être récitée trois fois.

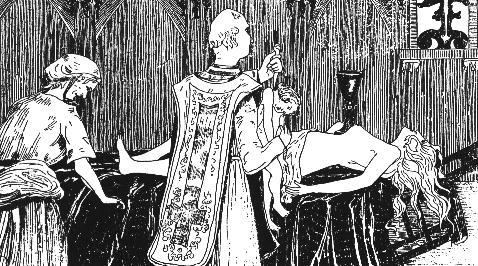
La Voisin et le prêtre Étienne Guibourg en train de célébrer une messe noire avec assassinat rituel d'un nourisson pour Mme de Montespan (allongée sur l'autel). Gravure de 1895 par Henry de Malvost.

La première fois, Mme de Montespan les rejoignit à Villebouzin dans un châtelet isolé entre Paris et Orléans. Elle se dévêtit et se coucha sur les dalles froides et humides du château, les bras en croix, un cierge dans chaque main, et l’abbé déclama la messe sur son corps, un calice sur son ventre. Puis, Guibourg souleva un nourrisson, lui trancha la gorge et récolta son sang dans le calice. Guibourg et la Voisin récitèrent ces paroles :
« Astaroth, Asmodée, princes d'amour, je vous conjure d'accepter le sacrifice de cet enfant. En échange, je voudrais conserver l'affection du roi, la faveur des princes et des princesses de la cour et la satisfaction de tous mes désirs ».
Le deuxième office eut lieu de la même manière, mais dans les ruines d’une cabane retirée en pleine campagne.
Le troisième se déroula dans une maison chic de la rue Beauregard, à Paris, la demeure de la Voisin en personne. On a conservé le témoignage de la fille de la Voisin obtenu sous la torture, qui raconte comment elle aida sa mère à préparer la cérémonie. Elle étendit un matelas sur des sièges, un tabouret à chaque bout. La Voisin avait accroché des tentures sur les fenêtres, rendant la pièce sombre. Elle avait aussi disposé un ou deux chandeliers dans les coins. L’abbé Guibourg portait une chasuble blanche, brodée de pives noires. Mme de Montespan était entrée nue et s’était allongée sur le matelas. On lui mit un napperon sur le ventre, un crucifix et un calice dessus. On raconte aussi que durant ce culte, le sang du nourrisson ne coulait pas car il était né prématurément, et Guibourg avait dû transpercer son cœur pour recueillir un peu de son sang. Mme de Montespan en rapporta un petit peu pour en mettre dans la nourriture du roi.

### La fin
Jugée avec trente-six complices, la Voisin raconta lors des interrogatoires qu'elle avait « brûlé dans le four, ou enterré dans son jardin, les corps de plus de 2 500 enfants nés avant terme », fut condamnée à mort et brûlée vive en place de Grève le 22 février 1680. Quant à Mme de Montespan, elle ne fut pas inquiétée, par protection du roi, et continua à fréquenter la cour.

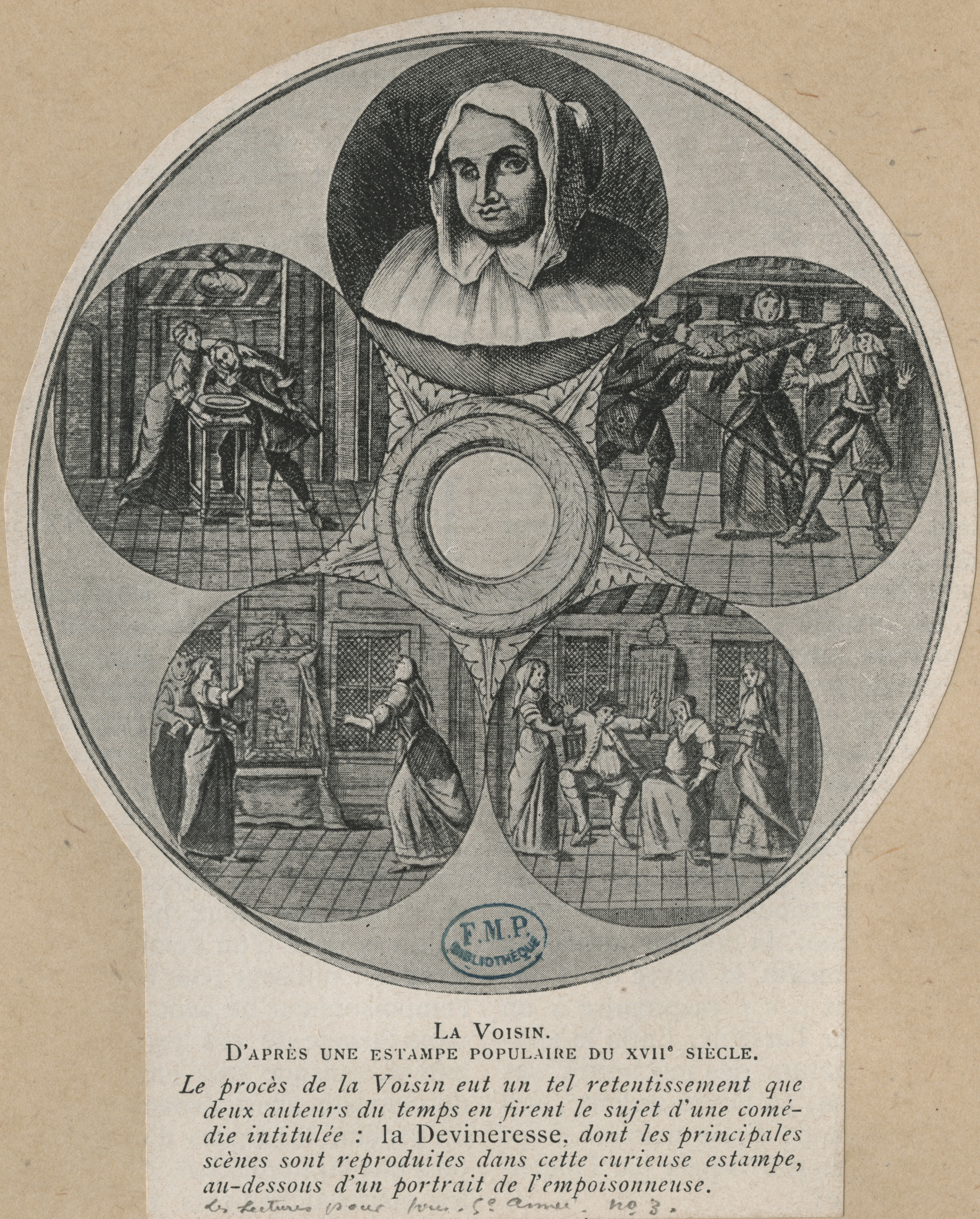
La Voisin, ses exploits, ses malheurs, gravure (bibliothèque interuniversitaire de Santé).

## Témoignage
« Je ne vous parlerai que de Madame Voisin ; ce ne fut point mercredi, comme je vous l'avais dit, qu'elle fut brûlée, ce ne fut qu'hier. Elle savait son arrêt dès lundi, chose fort extraordinaire. Le soir elle dit à ses gardes : « Quoi ? Nous ne faisons pas médianoche ? » Elle mangea avec eux à minuit, par fantaisie, car ce n'était point jour maigre ; elle but beaucoup de vin, elle chanta vingt chansons à boire.

À cinq heures on la lia ; et, avec une torche à la main, elle parut dans le tombereau, habillée de blanc : c'est une sorte d'habit pour être brûlée. Elle était fort rouge, et on voyait qu'elle repoussait le confesseur et le crucifix avec violence. 
À Notre-Dame, elle ne voulut jamais prononcer l'amende honorable, et devant l'Hôtel-de-Ville elle se défendit autant qu'elle put pour sortir du tombereau : on l'en tira de force, on la mit sur le bûcher, assise et liée avec du fer. On la couvrit de paille. Elle jura beaucoup. Elle repoussa la paille cinq ou six fois ; mais enfin le feu augmenta, et on l'a perdue de vue, et ses cendres sont en l'air actuellement. Voilà la mort de Madame Voisin, célèbre par ses crimes et son impiété. »

— Madame de Sévigné à sa fille, 23 février 1680.

#### Conte
- Ernst Theodor Amadeus Hoffmann, Mademoiselle de Scudéry, conte écrit en 1818, évoque l'histoire de l'empoisonneuse.

### Filmographie
La Voisin a été interprétée à l'écran par :
- Pauline Carton dans Si Versailles m'était conté... (1954) de Sacha Guitry ;
- Viviane Romance dans L'Affaire des poisons (1955) d'Henri Decoin ;
- Joëlle Bernard dans Angélique et le Roy (1966) de Bernard Borderie ;
- Anémone dans Marquise (1997) de Véra Belmont ;
- Suzanne Clément dans la série Versailles (2015-aujourd'hui).